# Monte Namuli
Der Monte Namuli ist die höchste Erhebung in der Provinz Zambezia von Mosambik. Mit einer Höhe von 2419 m ist er der zweithöchste Berg Mosambiks nach dem Monte Binga. Entdeckt wurde der Monte Namuli im August 1886 von Henry Edward O’Neill, der 1879 britischer Konsul in Mosambik war.
Das Namuli-Massiv besteht aus einer waagerechten Hochebene, die 700 bis 800 Meter aus der Umgebung aufragt. Die Kuppel des Monte Namuli erhebt sich 1600 Meter über die Hochebene. Das Areal oberhalb von 1200 Metern misst 50 × 30 km. Der Monte Namuli liegt 12 km nordöstlich von Gurué und ungefähr 160 km vom Mulanje im südöstlichen Malawi entfernt.
Die Wälder am Monte Namuli sind wegen ihrer hohen biologischen Vielfalt an gefährdeten Tier- und Pflanzentaxa ein wichtiger Biodiversitäts-Hotspot. Arten, wie der Namuli-Feinsänger (Apalis lynesi) oder das Vincent-Hörnchen (Paraxerus vincenti) sind endemisch in dieser Region.
Die unteren Hänge des Monte Namuli sind von Teeplantagen und Eukalyptus-Bäumen dominiert. Die mittleren Hänge sind durch landwirtschaftlich genutzte Flächen geprägt. Ursprüngliche Wälder sind noch in schmalen Korridoren entlang von Flussläufen vorhanden. Die am nächsten gelegene Ortschaft ist Gurué, die das Herzstück von Mosambiks größter Teeanbauregion ist.